# Léon Barracand
Léon Barracand, né le 2 mai 1840 à Romans-sur-Isère (Drôme) et mort le 14 novembre 1919 à Saint-Donat-sur-l'Herbasse (Drôme) , est un écrivain français du XIXe siècle. Il publia deux poèmes dans la seconde série du Parnasse contemporain, sous le pseudonyme de Léon Grandet qu'il utilisa à ses débuts. Il fut maire de Romans-sur-Isère de 1874 à 1876 et secrétaire de la Société des Gens de Lettres à partir de 1897.
L’Académie française lui décerne le prix de poésie (1883), le prix Montyon (1896 et 1903) et le prix Xavier-Marmier (1908).

## Œuvres
- Donaniel, poème, publié sous le pseudonyme de Léon Grandet, Achille Faure, 1866.
- Yolande, roman, publié sous le pseudonyme de Léon Grandet, Paris, Librairie Internationale, 1867.
- Gul, poème, publié sous le pseudonyme de Léon Grandet, Lemerre, 1869.
- Jeannette, poème, sous le pseudonyme de Léon Grandet, Lemerre, 1872.
- L'enragé, poème, publié sous le pseudonyme de Léon Grandet, Paris, Lemerre, 1873.
- Théâtre : Morgana, La comtesse de Châteaubriand, Chalais, Tristan, Paris, Lemerre, 1878.
- Ode à Lamartine, poème, Paris, Lemerre, 1881.
- Romans dauphinois, nouvelles, avec 8 vignettes de Tofani, Paris, Charavay, 1882.
- Un village au XIIe siècle et au XIXe siècles. Récit comparatif des mœurs du Moyen Âge et des mœurs modernes, Charavay, Mantoux & Martin, Librairie d'Éducation de la Jeunesse, s. d. ; Boivin & Cie, 1882.
- Lamartine et la muse, Paris, Lemerre, 1883, prix de poésie de l’Académie française.
- Le Bonheur au village, éditions Charavay, Mantoux et Cie., 1883. Texte sur gallica :
- Hilaire Gervais, histoire d'un enfant, in-8, Charavay, Paris, 1884.
- Servienne, histoire d'une servante, ill. de Kauffmann, Paris, Charavay, 1885.
- Vivette, in-8, Charavay, Paris, 1886.
- Les hésitations de Madame Planard, roman, Paris, Plon-Nourrit, 1886.
- Le manuscrit du sous-lieutenant, nouvelles, Paris, Plon-Nourrit, 1887.
- La cousine, roman, Paris, Havard, 1888.
- Un monstre, roman, Paris, Havard, 1888.
- Vicomtesse, roman, Paris, Havard, 1890.
- Trahisons, roman passionnel, Paris, Havard, 1891. Texte sur Gallica
- Dormilhouze-la-jeune, roman, Paris, Maison de la bonne presse, 1892.
- La belle Madame Lenain, roman, Paris, Lemerre, 1893.
- Mariage mystique, roman, Paris, Lemerre, 1894.
- L'adoration, nouvelles, Paris, Lemerre, 1895.
- Un barbare, roman, Paris, Lemerre, 1896.
- Un grand amour, roman, Paris, Lemerre, 1898.
- Roberte, roman, Paris, Armand Colin, 1899.
- La Rançon de la gloire, roman, Paris, Maison de la bonne presse, 1899.
- La Peau d'ours, roman, ill. de Mlle Chalus, éditions Boivin et Cie, 1901.
- L'Invasion, 4 août 1870-16 septembre 1873, histoire, 100 illustrations de Paul Leroy en noir in et hors texte, index, Paris, Lemerre, 1901.
- La plus aimée, roman, Paris, Lemerre, 1903.
- Épée brisée, roman, Paris, Plon-Nourrit, 1904.
- Amour oblige, roman, Paris, Plon-Nourrit, 1905.
- Le cheval blanc, roman, Paris, Plon-Nourrit, 1907.
- Le Vieux Dauphiné, histoire, collection des écrivains régionaux, Les pays de France, Nouvelle librairie nationale, 1910.

Mémoires
- Souvenirs d’un homme de lettres, in Revue des deux mondes, 15 août et 1er septembre 1937. Texte sur wikisource

Contributions à des revues
- La revue Dauphiné Vivarais, Valence, de 1877 à 1885.
- L'ordre et la liberté, Valence, 1879.
- La revue bleue, Paris, de 1883 à 1907.
- Le gratin, Paris, de 1886 à 1898.
- Le mois, Paris, en 1889.
- L'illustration, Paris, en 1890.
- La revue des 2 mondes, Paris, de 1891 à 1937.
- La revue du Dauphiné Illustré, Grenoble, en 1893.
- La revue hebdomadaire, Paris, de 1894 à 1905.
- Le moniteur universel, Paris, de 1894 à 1901.
- La quinzaine, Paris, en 1895.
- La revue pour les jeunes filles, Paris, en 1898.
- Le régiment, Paris, en 1898.
- Le pilote de la Somme, en 1899.
- La roumaine, Paris, en 1899.
- Le correspondant, Paris, de 1900 à 1904.
- La revue universelle, Paris, en 1901.
- L'almanach du bonhomme Jacquemart, Romans-sur-Isère, de 1905 à 1908.
- Le Jacquemart, Romans-sur-Isère, en 1905.
- Le monde illustré, Paris, en 1906.
- Le sémaphore de Marseille, Marseille, en 1908.
- La revue critique des idées et des livres, Paris, en 1910.
- L'autorité, Paris, en 1910.